# Lispe wittei
Lispe wittei är en tvåvingeart som beskrevs av Paterson 1956. Lispe wittei ingår i släktet Lispe och familjen husflugor. Inga underarter finns listade i Catalogue of Life.